# British Airways Ltd
Este artículo trata de la aerolínea de los años 1930 British Airways Ltd. El artículo de la aerolínea moderna del mismo nombre de los años 2010 es British Airways Ltd (2012-2015) y el artículo de la aerolínea moderna de nombre similar está en British Airways.
British Airways Ltd. fue una aerolínea privada que operó en Europa en la década de 1930. Fue fundada como Allied British Airways en octubre de 1935, resultado de la fusión entre Spartan Air Lines y United Airways (la cual no tenía ninguna relación con la empresa estadounidense United Airlines). Enseguida adquirió a la aerolínea Hillman's Airways, cambiando su nombre al definitivo a British Airways Ltd, con sede en el Aeropuerto de Londres-Gatwick. En 1936 adquirió British Continental Airways, que efectuaba vuelos al continente europeo.
British Airways Ltd. no fue una competencia ante su conocido rival Imperial Airways, que volaba a los puntos más alejados del Imperio Británico, disfrutaba de patrocinio estatal y usaba aeronaves hechas en Gran Bretaña, a menudo modelos anticuados.
Al comenzar las hostilidades de la II Guerra Mundial Imperial Airways y British Airways Ltd. fueron fusionadas en una sola empresa estatal: British Overseas Airways Corporation (BOAC).

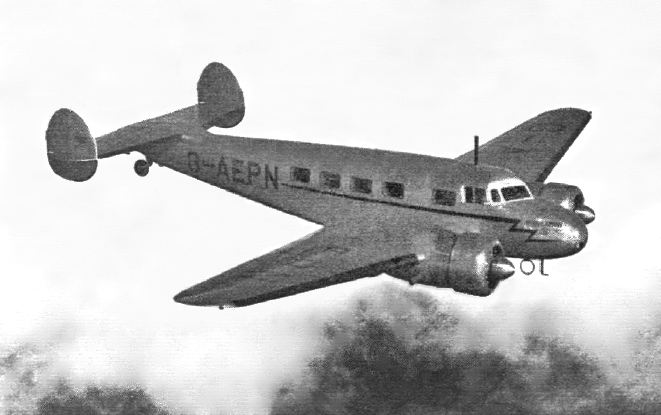
Lockheed Modelo 10 Electra (G-AEPN) de British Airways Ltd. (1937)

## Flota histórica

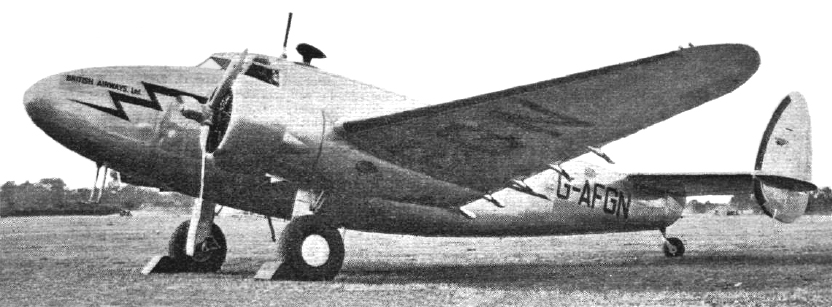
Lockheed L-14 Super Electra (G-AFGN) de British Airways Ltd. en Heathrow (1938)

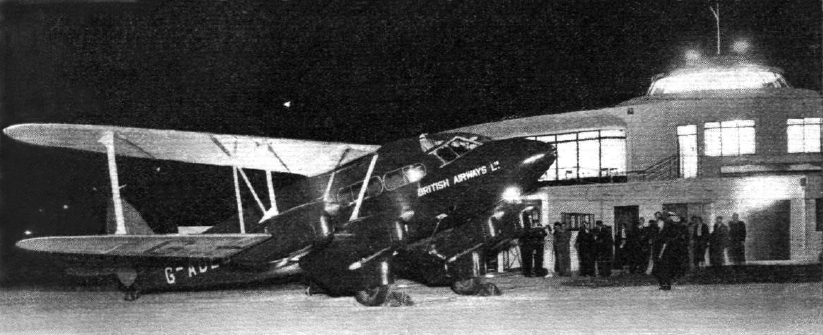
De Havilland DH.86 de British Airways Ltd. en Gatwick (1936)

| Aeronaves                         | Total | Introducido | Retirado | Matrículas                                                                              |
| --------------------------------- | ----- | ----------- | -------- | --------------------------------------------------------------------------------------- |
| De Havilland DH-84 Dragon         | 6     | 1932        | 1939     | G-ACAN, G-ACAO, G-ACAP, G-ACBW, G-ACEU y G-ACEV                                         |
| De Havilland DH-86 Express        | 11    | 1935        | 1939     | G-ADEA, G-ADEB, G-ADEC, G-ADYC, G-ADYD, G-ADYG, G-ADYH, G-ADYI, G-ADYE, G-ADYF y G-ADYJ |
| De Havilland DH-89 Dragon Rapide  | 9     | 1934        | 1938     | G-ACPM, G-ACPN, G-ACPO, G-ADAL, G-ADAE, G-ADBU, G-ADAI, G-ADBX y G-AEWL                 |
| Junkers Ju 52                     | 3     | 1937        | 1939     | G-AERU, G-AERX y G-AFAP                                                                 |
| Lockheed L-14 Super Electra       | 7     | 1938        | 1939     | G-AFYU, G-AFGN, G-AFGO, G-AFGR, G-AFKE, G-AFMO y G-AFMR                                 |
| Lockheed Modelo 10 Electra        | 7     | 1937        | 1939     | G-AFEB, G-AESY, G-AEPR, G-AEPP, G-AEPO, G-AEPN y G-AFCS                                 |
| Lockheed Modelo 12 Electra Junior | 3     | 1939        | 1939     | G-AFTL, G-AFKR y G-AFPF                                                                 |